# Миколаївка (Соколівська сільська громада)
Микола́ївка — село в Соколівській сільській громаді Кропивницького району Кіровоградської області (Україна). Населення — 464 особи. До 2020 року Орган місцевого самоврядування — Миколаївська сільська рада.

05.02.1965 Указом Президії Верховної Ради Української РСР передано Миколаївську сільраду Маловисківського району до складу Кропивницького району.

## Заснування Миколаївки

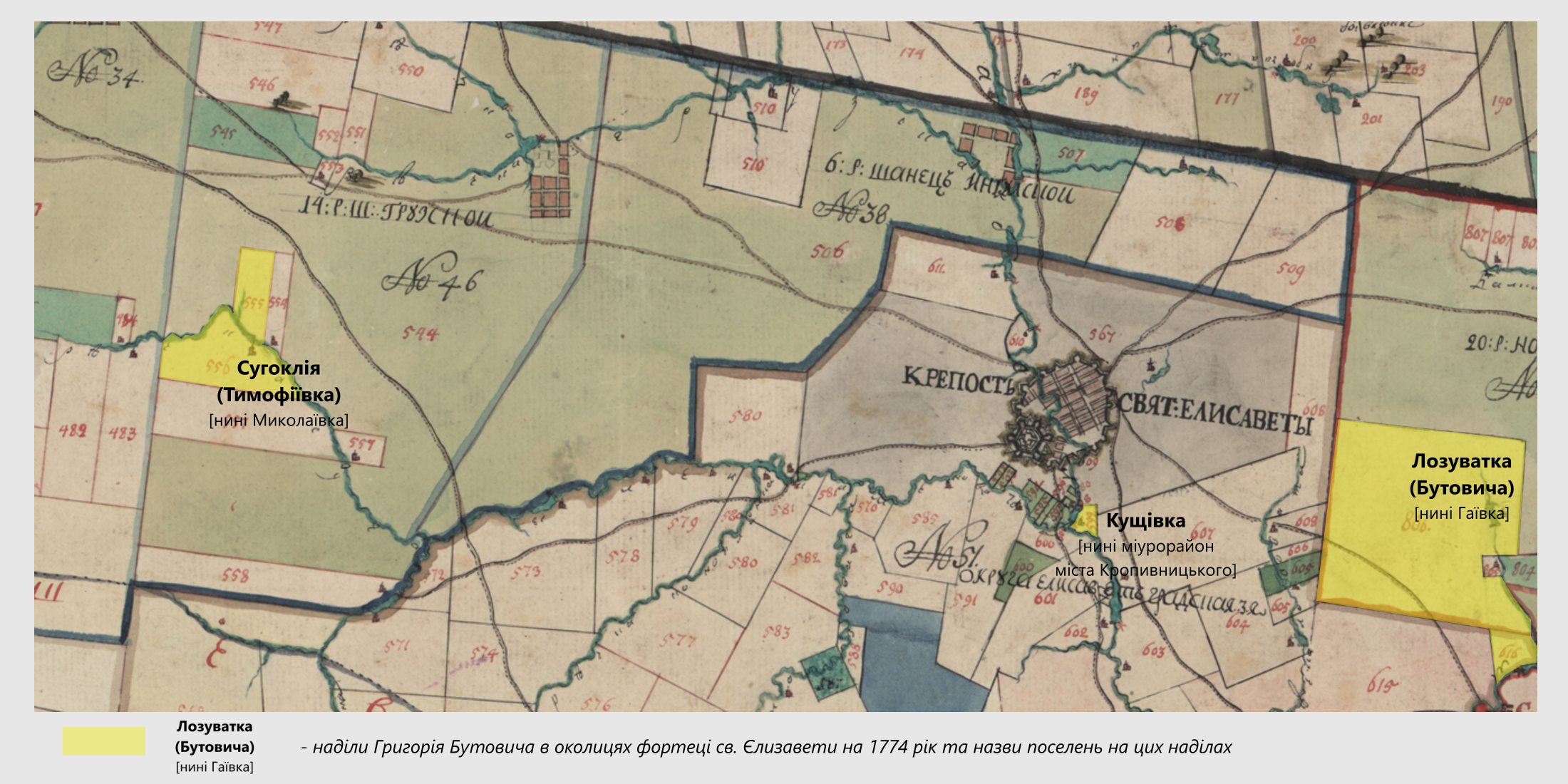
Наділи Григорія Бутовича при фортеці св. Єлизавети на 1774 рік.Створено за працею: Пояснення земельних відводів за примітками до карти Єлисаветградської провінції 1774 року // Пивовар А.В. Деякі відомості з історії роздачі земель у Єлисаветградській провінції. // Інгульський степ. Збірник. Випуск ІІІ / Упорядник В.А. Сердюк. – К.: Ярославів Вал, 2018. – 456 с. – С.58-64

Село заснував полковий суддя Новослобідського козацького полку Григорій Бутович. 1758 року угіддя Бутовича позначені при балках у верхів’ях Сугоклії Кам’януватій на плані розподілу земель при фортеці Святої Єлизавети. На січень 1774 року у верхів'ї Сугоклії Кам'януватої числяться наділи майора Григорія Бутовича (240 десятин під 8 дворів) та його сина Тимофія Бутовича (720 десятин під 24 двори). Таким чином засновується сільце Сугоклія. Згодом назву села змінили на Тимофіївку за іменем сина Григорія Бутовича - Тимофія Бутовича. На 1812 рік у сільці Тимофіївка майора Григорія Бутовича мешкали 164 жителя на землі у 1710 десятин. Близько 1820-го року дворянин Микола Іванович Кардашевич купує цю землю. Надалі село перейменовують за його іменем та прізвищем на Миколаївка (Кардашеве).

## Пам'ятки культури
- Державний музей-заповідник І. Карпенка-Карого (Тобілевича) «Хутір Надія»

## Населення
Згідно з переписом УРСР 1989 року чисельність наявного населення села становила 488 осіб, з яких 223 чоловіки та 265 жінок.
За переписом населення України 2001 року в селі мешкали 463 особи.

### Мова
Розподіл населення за рідною мовою за даними перепису 2001 року:
| Мова       | Відсоток |
| ---------- | -------- |
| українська | 96,12 %  |
| російська  | 3,66 %   |
| білоруська | 0,22 %   |

## Відомі люди
- Бутович Григорій Іванович (≈1718, м.Зіньків - ≈1790) — представник козацького старшинського роду Бутовичів-Базилевичів Війська Запорізького, полковий суддя Новослобідського козацького полку, засновник сіл Лозуватка (Бутовича) [нині Гаївка Кропивницького району] та Сугоклія (Тимофіївка) [нині Миколаївка Кропивницького району].
- Майстерюк Роман Андрійович (1971—2014) — підполковник (посмертно) Збройних сил України, командир роти 34-й батальйон територіальної оборони «Кіровоград-2», лицар ордена Богдана Хмельницького.
- Тарковський Олександр Карлович — поет, письменник, журналіст, громадський діяч.
- Тобілевич-Тарковська Надія Карлівна — акторка, дружина Івана Карпенко-Карого (Тобілевича).